# Bricomarché
Bricomarché – marka sieci franczyzowych supermarketów budowlano-dekoracyjnych prowadzonych w ramach Grupy Muszkieterów.

## Charakterystyka
Supermarkety prowadzą cztery działy: budowanie, dekoracja, majsterkowanie, ogród i rekreacja. Pod koniec 2020 roku w Polsce działało 171 sklepów Bricomarché w tym część placówek przejętych po sieci sklepów z podobnym asortymentem – Nomi. Oprócz Polski sieć obecna jest w 3 krajach: we Francji, Belgii i w Portugalii. Wielkość sklepów Bricomarché jest nie mniejsza niż 1000 i nie przekracza 5000 metrów kwadratowych. Strategia ich lokalizacji preferuje miasta do 100 tysięcy mieszkańców. Pierwszy sklep marki otwarto w 1979 roku Châteaudun we Francji zaś w Polsce w 2000 roku w Żarach. Centrala zakupowa Bricomarché w Polsce znajduje się w Swadzimiu pod Poznaniem. Operatorem sieci w Polsce jest spółka ITM Polska. Dyrektor generalną sieci w Polsce jest dr Katarzyna Jańczak-Stefanide

## Bricomaty
Jako pierwsza sieć sklepów z asortymentem budowlano-wnętrzarskim, Bricomarché w Polsce wprowadziło samoobsługowe urządzenia umożliwiające odbiór zakupionego towaru przez całą dobę. Z bricomatów można odebrać również towary o dużych gabarytach – np. drzwi czy płyty OSB. Usługę testowano od lutego 2020 roku w Nowym Tomyślu, Skierniewicach, Wałczu, Wągrowcu i w Zduńskiej Woli. W grudniu 2020 roku w Polsce działały już 24 bricomaty, pod koniec stycznia 2021 – 38. Sieć zapowiedziała wprowadzenie całodobowego odbioru przy wszystkich swoich placówkach w kraju do końca 2021 roku. Z wewnętrznych badań usługi na etapie pilotażowym wynika, że najchętniej wybieranym przez klientów Bricomarché dniem odbioru towaru jest sobota. 

## Logo oraz wystrój sklepów

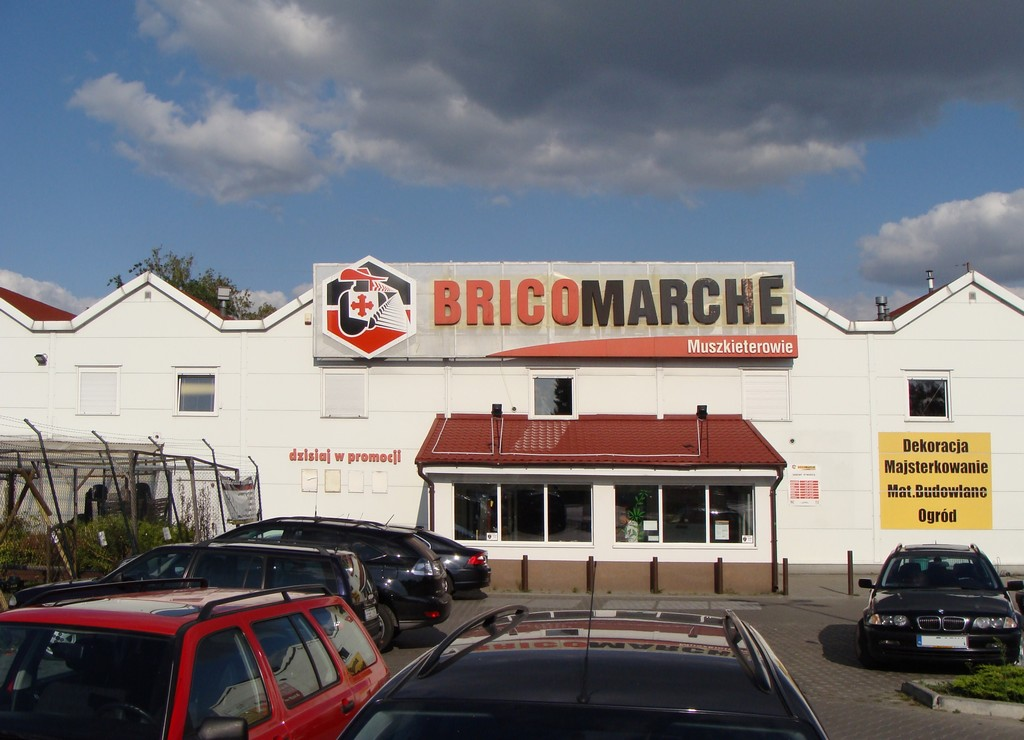
Obowiązujący do 2009 roku logotyp sieci nad sklepem w Śremie

W 2009 roku sieć uprościła logo oraz wprowadziła nową identyfikacje wizualną sklepów Bricomarché we wszystkich krajach. Odświeżono również wnętrze placówek oraz ogrodów, w niektórych sklepach ogrody zostały znacznie powiększone a przy nowych sklepach zaczęto budować większe parkingi.

## Marketing
W 2016 roku rozpoczęto kampanię reklamową, która obejmowała prasę, telewizję, radio oraz internet. Jej twarzą była Maja Popielarska. Sieć była wówczas również sponsorem w jej autorskim programie Maja w ogrodzie na antenie TVN. 